# Hoo St. Werburgh
Hoo St Werburgh ist eines von mehreren Dörfern auf der Halbinsel Hoo in Kent in England, das den Namen Hoo trägt.
Hoo St Werburgh bildet zugleich eine Gemeinde im Borough of Medway mit 7356 Einwohnern (Stand: Zensus 2001). Der Ort liegt im Südosten Englands etwa 60 km von London entfernt.

## Geschichte
Hoo St Werburgh ist nach der Nichte des Königs Æthelred von Mercia benannt, deren Geburt auf den Zeitraum von 640 bis 650 datiert.
Die erste in Hoo gebaute Kirche geht auf das Jahr 741 zurück. Sie wurde von Æthelbald einem Cousin des Schutzheiligen von Chester, Werburgh errichtet. In der Nähe existierte bereits zuvor ein Frauenkloster. Ein Merkmal der Kirche wird als einzigartig betrachtet, nämlich die Existenz von zwei königlichen Wappen, dem Wappen von Jakob I. und dem Wappen von Elisabeth I. (1603), beide wurden kürzlich restauriert und sind in der Kirche zu betrachten. Die Aufzeichnungen der Kirchengemeinde geben für 1851 eine Einwohnerzahl von 1065 an. Thomas Aveling, einer der Gründer von Aveling & Porter (dem ersten britischen Hersteller von Dampfwalzen), liegt auf dem Kirchenfriedhof begraben.
Bis in die 1930er Jahre existierte ein Armenhaus. Die Sekundarschule trägt den Namen Hundred of Hoo School.
Der Name der Broad Street wurde als Brodestrete bereits im Jahre 1478 erwähnt was jedoch bloß auf die Existenz einer breiten Straße hindeutet. Die Jacobs Lane wurde nach der Familie eines Stephen Jacobe of Hoo (1480) benannt.

## Söhne und Töchter der Gemeinde
- Declan Galbraith (* 19. Dezember 1991), britischer Sänger mit schottischen und irischen Vorfahren